# Церква Святого Петра (Антак'я)
Церква Святого Петра (тур. Aziz Petrus Kilisesi, арам. Knisset Mar Semaan Kefa)  — одна з найстаріших християнських церков. Розташована на півдні Туреччини, у місті Антак'я. Є печерною церквою, що знаходиться у скелі гори Старіус. Має глибину 13 м, ширину 9,5 м та висоту 7 м. За однією з версій, цією печерою користувались перші християни і є однією з найстаріших християнських церков.

## Історія побудови церкви
Як вважають деякі, заснування церкви в Антіохії простежується в Біблійній книзі Дії Апостолів (11:25-27), де святий Варнава вирушив до Тарсу, щоб знайти Апостола Павла.
Саме в Антіохії вперше було названо учнів християнами.
|  | 11:25 Після того подався Варнава до Тарсу, щоб Савла шукати. 11:26 А знайшовши, привів в Антіохію. І збирались у Церкві вони цілий рік, і навчали багато народу, і в Антіохії найперш християнами названо учнів. 11:27 Прибули ж тими днями пророки від Єрусалиму до Антіохії. |

Хрестоносці під час Першого хрестового походу, які у 1098 році прибули до Антак'ї, розширили церкву на декілька метрів і з'єднали її з двома арками на фасаді, які були ними побудовані. Цей фасад був відновлений капуцинами у 1863 році, які відновлювали церкву за наказом Папи Пія IX. Свій внесок у відновлення церкви також вніс французький імператор Наполеон III Бонапарт.
На верхній частині кам'яного вівтаря, розташованого в центрі церкви кам'яна платформа, яка була поміщена там в пам'ять про свято Святого Петра, яке відзначалося 21 лютого в Антак'ї. Мармурова статуя святого Петра у верхній частині вівтаря була поміщена туди у 1932 році.
Сад церкви використовувався як кладовище протягом сотень років. Могили і поховання були також всередині церкви, особливо навколо вівтаря.
Хоча на сьогодні церква є музеєм, проте тут можна виконати церковні обряди під наглядом музейних працівників, отримавши попередньо дозвіл від адміністрації муніципалітету.

## Галерея

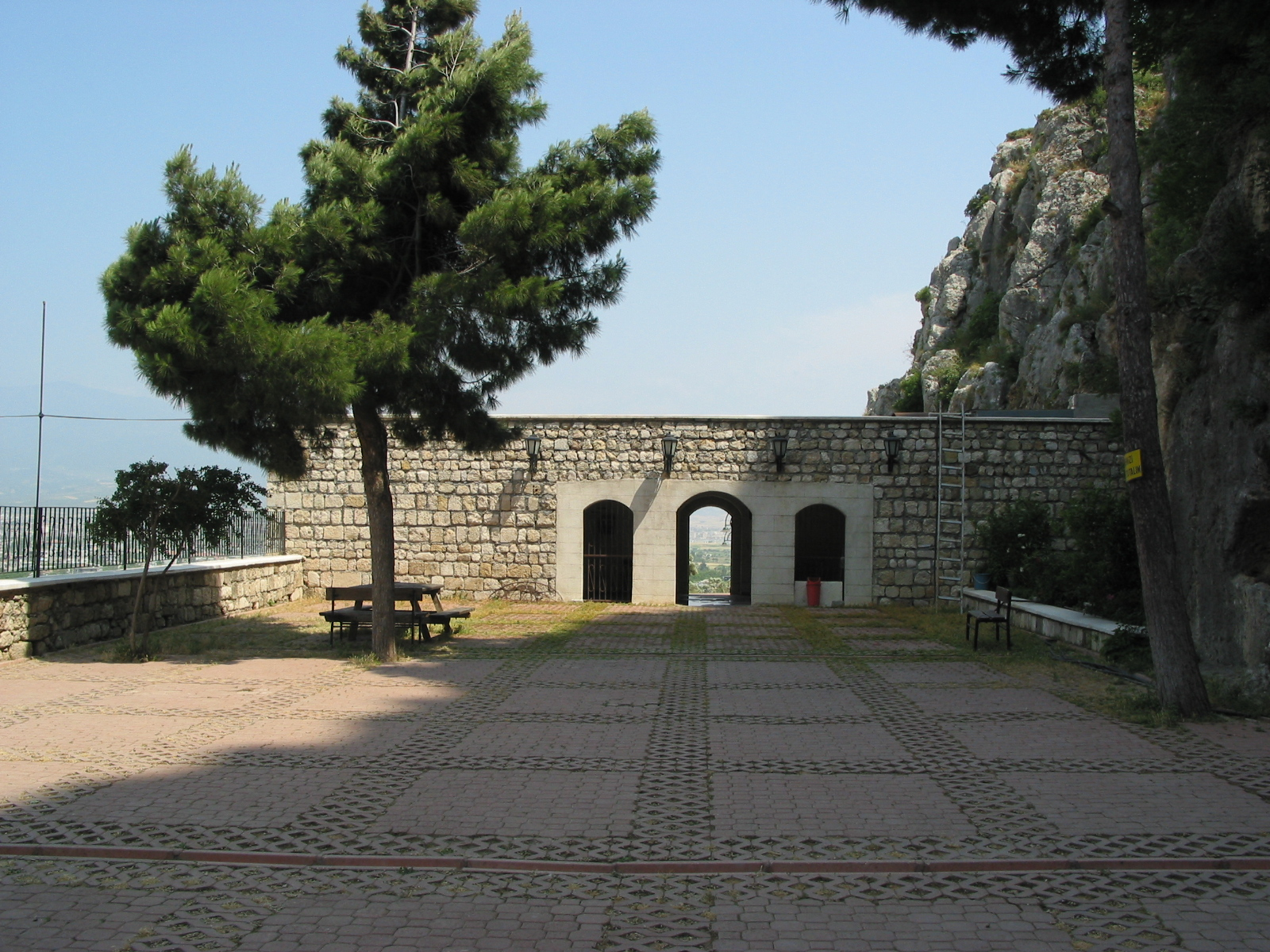
Церковний двір
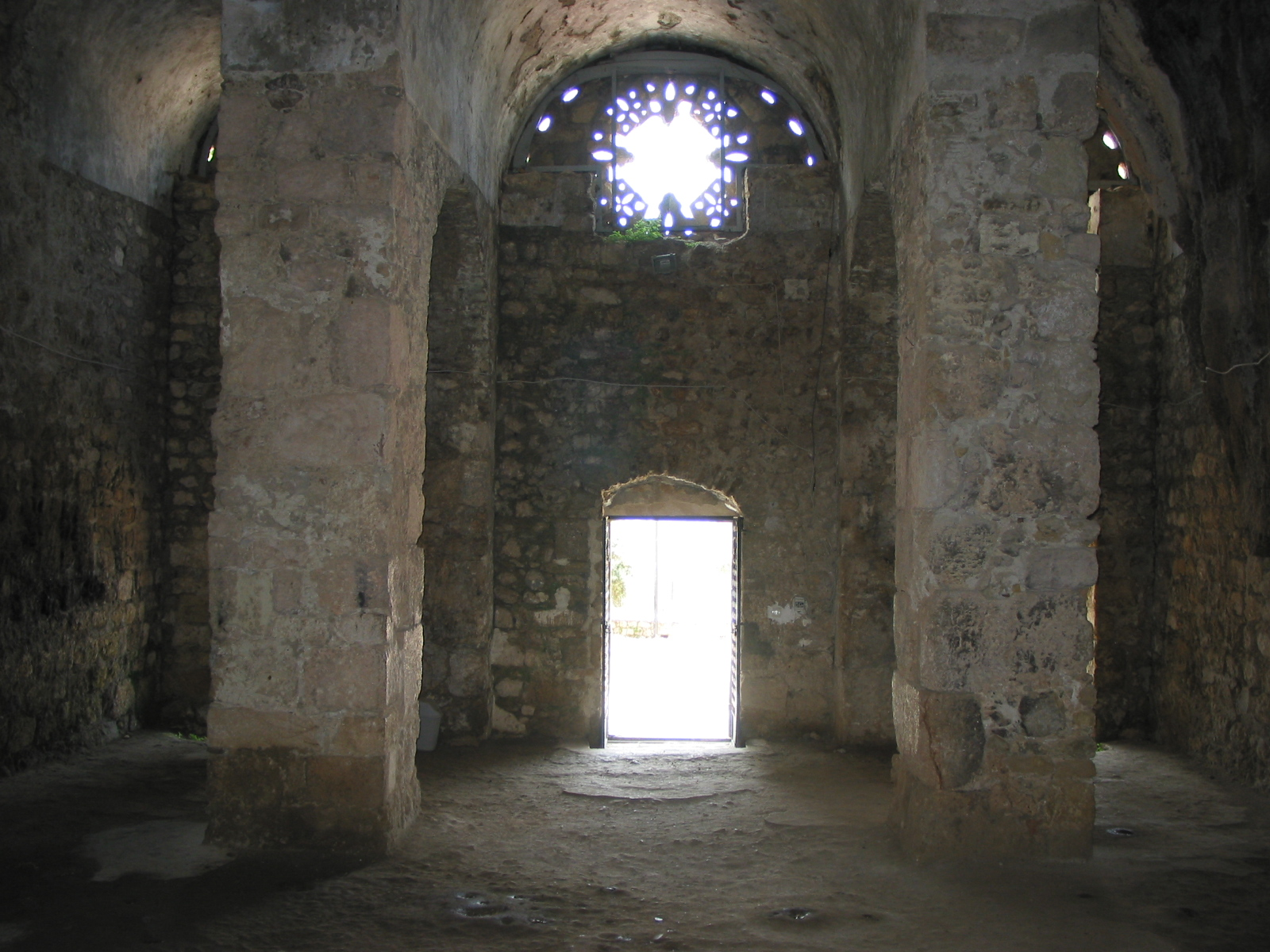
Всередині церкви
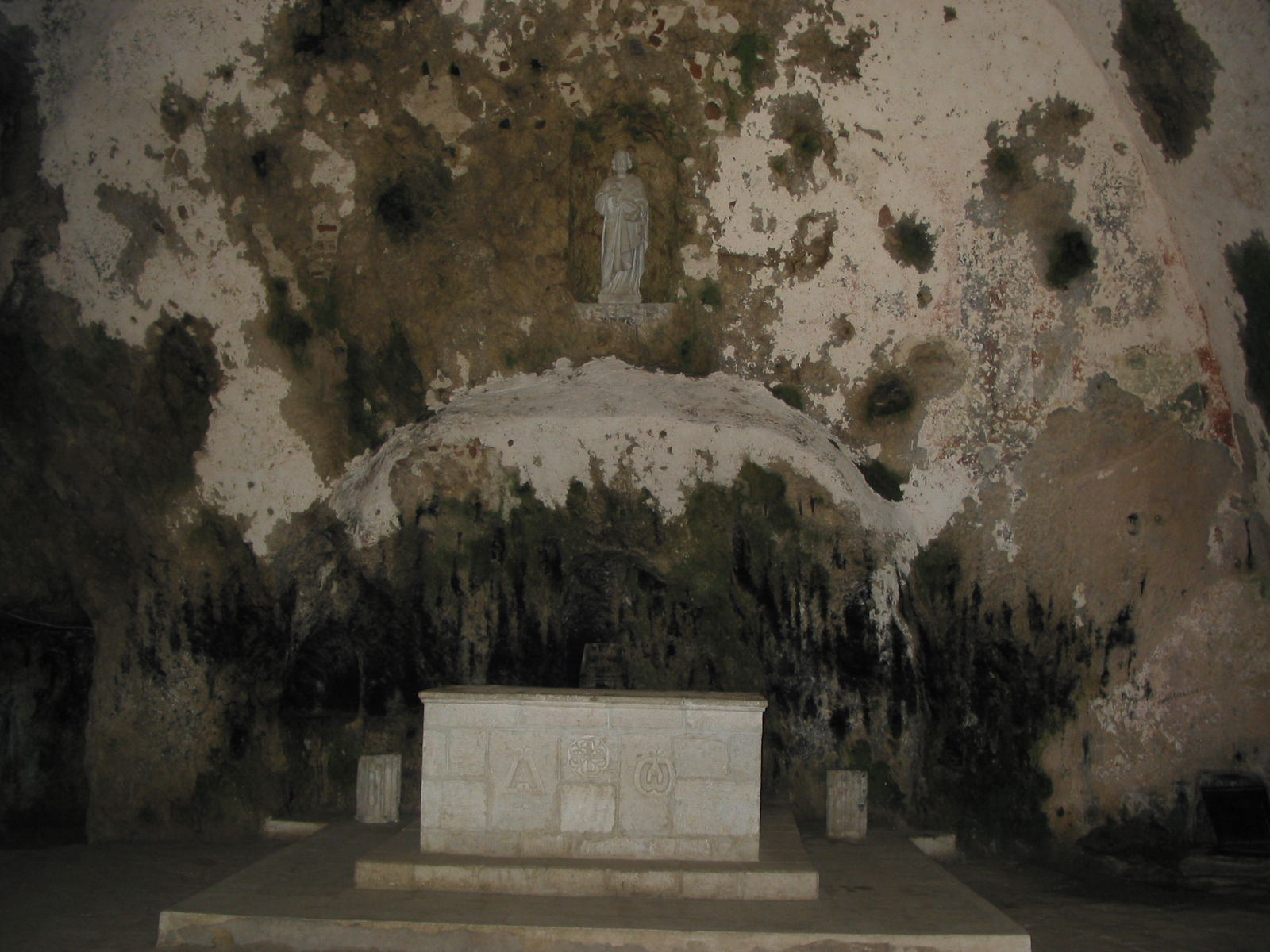
Вівтар